# Nigger
Nigger är ett nedsättande ord för personer med svart hudfärg. Det är ursprungligen en sidoform till neger (franska nègre, liksom engelska negro från portugisiskans och spanskans negro – "svart", av latinets niger, som också betyder "svart"). Ordet har huvudsakligen spridit sig från USA.

## Bruk i USA
Ordet är i USA så laddat att det inte kan användas i vårdat talspråk oavsett sammanhang; om det är nödvändigt att referera till ordet används ofta omskrivningen "n-ordet" (eller på engelska "N-word") Bland vissa grupper av afroamerikaner har ordet upptagits som en självbeteckning, ofta skrivet på ett sätt som ansluter till afroamerikanskt talspråk; nigga, i plural niggas – i viss mån i likhet med de svenska orden blatte och svartskalle. Hiphopgruppen N.W.A.:s namn står till exempel för Niggaz Wit Attitudes.
I juli 2007 höll NAACP en ceremoni där de symboliskt begravde ordet i hopp om att det skulle sluta användas.

## Bruk i svenskan
I nutida svenskt språkbruk är ordet starkt nedsättande och uppfattas som rasistiskt. Det har dock traditionellt inte haft samma starka värdeladdning som i USA, utan också haft karaktären av en vardaglig variant av neger. 
Den svenska visdiktaren Ruben Nilsons sång Ny dag från 1937 innehåller exempelvis strofen "En liten niggerpojke han sprang på späda ben bland blommorna invid sin moders hydda".  I barnvisan Familjen Krokodil som står i Nu ska vi sjunga 1943 börjar sångtexten: "I Niggerland...".
Samtidigt indikerar en del källor att ordet uppfattades som nedsättande redan under första halvan av 1900-talet. I en artikel i Svenska Akademiens Ordbok från 1947 sägs ordet vara en variant av "neger" som är vardaglig samt föraktfull eller skämtsam. I Nordisk familjeboks elfte band från 1887 sägs ordet vara "i Amerika föraktfullt appellativ på negrer, istället för negro".